# Meerfelder Maar
Meerfelder Maar – jezioro typu maar (powstałe jako lejek po eksplozji pary wodnej) znajdujące się w paśmie górskim Eifel (Vulkaneifel) w Niemczech, na terenie Nadrenii-Palatynatu, na zachód od miejscowości Manderscheid, gdzie znajduje się muzeum maarów. Jest to najlepiej zachowany maar w regionie Eifel.

## Historia i przyroda

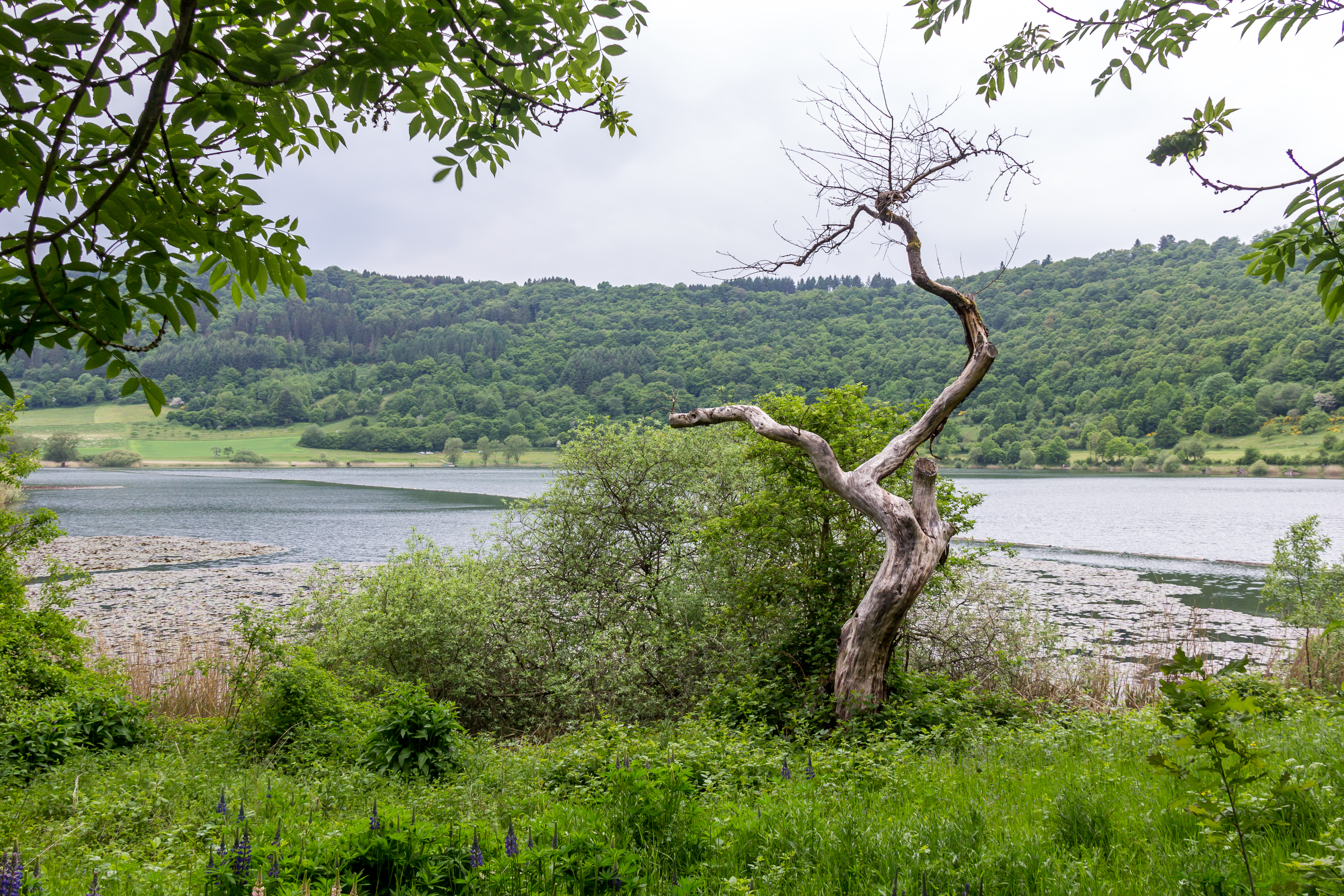
Fragment akwenu z brzegu

Jezioro o głębokości około 17-18 metrów i średnicy około 1,7 km powstało w wyniku eksplozji pary wodnej, która miała miejsce około 80.000 lat temu. Pozostałością erupcji są częściowo widoczne bomby oliwinowe (okrągłe bloki skalne oliwinu).
W obrębie lejka, na południowych jego zboczach leży wieś Meerfeld. Płynący tędy potok Meerbach zasila i odwadnia krater wypełniony luźnym materiałem skalnym wyrzuconym podczas erupcji. Woda gromadzi się obecnie tylko w północnej części krateru, choć w przeszłości zajmowała całą jego powierzchnię. Oprócz czynników naturalnych do zmniejszenia powierzchni jeziora przyczyniło się sztuczne osuszanie terenu w celu stworzenia dodatkowych gruntów rolnych. Intensywne rolnictwo było tu prowadzone do lat 80. XX wieku. Obecnie jezioro położone na wysokości 335 m n.p.m. ma powierzchnię lustra wody 24,8 hektara i głębokość około 18 metrów.
Przyroda jeziora i okolic obfituje w ptaki brodzące (w tym gatunki rzadkie), wilgotne łąki i turzycowiska. Na południu akwenu wytworzyła się szeroka strefa trzcin, w której żyją różnego rodzaju zwierzęta, w tym m.in. łątka stawowa. Na zboczach akwenu i na płaskowyżach wokół niego, w związku z powrotem do tradycyjnych, ekstensywnych form uprawy, ponownie pojawiły się charakterystyczne dla tego terenu, bogate gatunkowo łąki.

## Turystyka
Pod względem turystyki na jeziorze dopuszczone jest wędkowanie, a także pływanie w miejscach wyznaczonych na północnym brzegu (od maja do września). Wsią nadbrzeżną jest Meerfeld.